# Цуманська селищна територіальна громада
Цуманська селищна територіальна громада — територіальна громада в Україні, в Луцькому районі Волинської області. Адміністративний центр — селище Цумань.
Площа громади — 316,12 км², населення — 12 893 мешканці (2018).
Утворена 27 липня 2017 року шляхом об'єднання Цуманської селищної ради та Берестянської, Липненської, Холоневичівської сільських рад Ківерцівського району.
4 вересня 2018 року до громади добровільно приєдналася Сильненська сільська рада Ківерцівського району.
Перспективним планом (2020 року) формування територій громад Волинської області передбачено приєднання до складу громади Олицької селищної та Грем'яченської, Дернівської, Дідичівської, Дубищенської, Жорнищенської, Карпилівської, Покащівської сільських рад Ківерцівського району.
19 липня 2020 року, в результаті адміністративно-територіальної реформи та ліквідації Ківерцівського району, громада увійшла до складу Луцького району.

## Населені пункти
До складу громади входять 1 селище (Цумань) і 15 сіл: Башлики, Берестяне, Городище, Грем'яче, Дубище, Знамирівка, Кадище, Карпилівка, Клубочин, Липне, Ромашківка, Сильне, Скреготівка, Холоневичі та Яківці.

## Географія
Територією громади протікає річка Путилівка.